# Klára Leövey
Klára Leövey (1821-1897) est une militante pionnière des droits des femmes et une enseignante hongroise. Elle dirige l'école pour filles créée par Blanche de Teleki à Budapest de 1846 à 1848, après avoir été recommandée pour ce poste par Teréz Karacs. Elle participe à la révolution hongroise de 1848, et de ce fait elle est emprisonnée par les Autrichiens. Après sa libération, elle vit en exil à Paris de 1856 à 1862,.